# ویردن

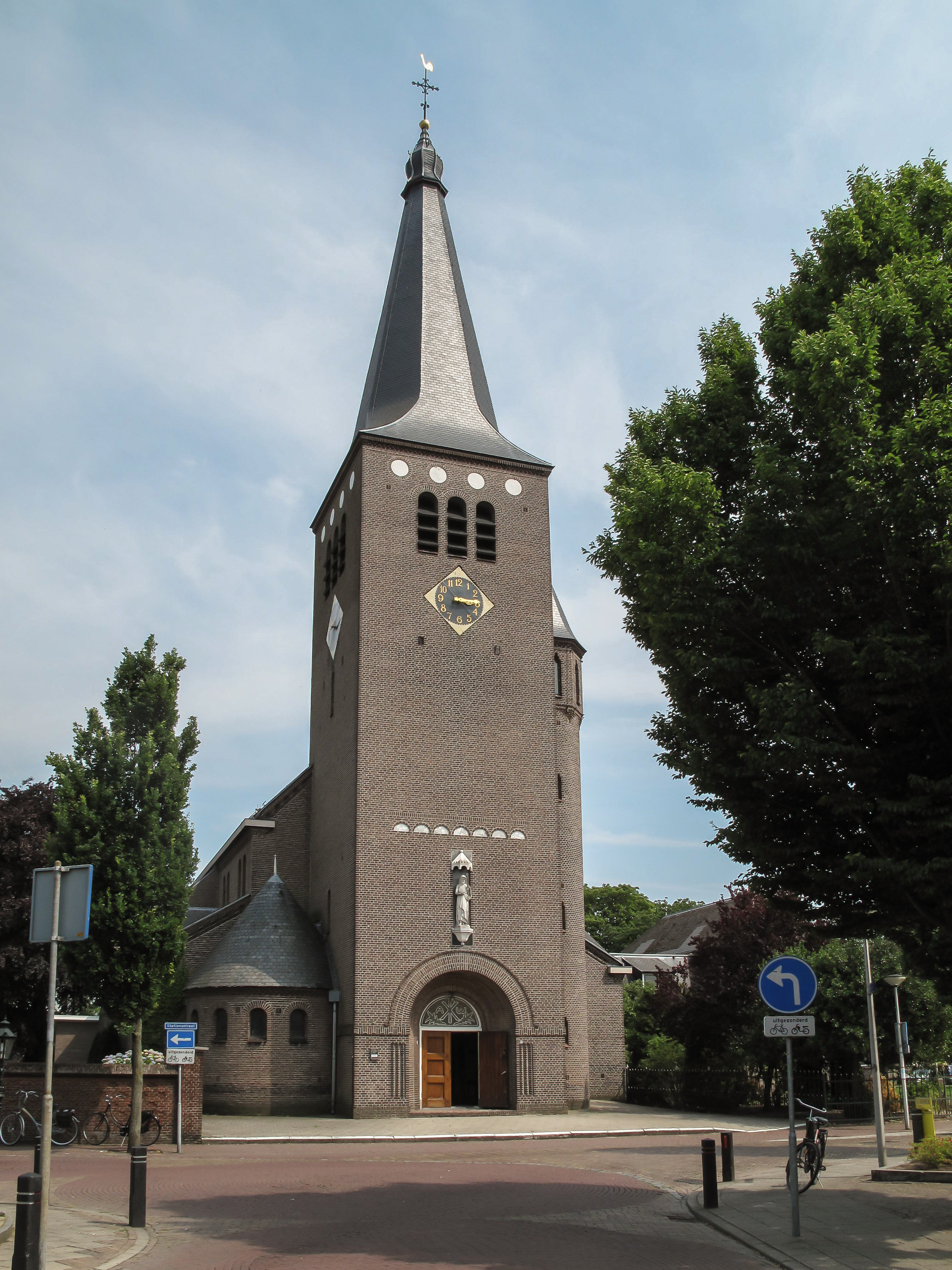
کلیسایی در ویردن

ویردن (به هلندی: Wierden) شهری در شرق هلند و در استان افریسل است. جمعیت ویردن بر پایه اطلاعات شهرداری این شهر تا یکم ژانویه ۲۰۱۳، ۲۳٫۸۱۲ نفر بوده است.
ویردن در حدود سال ۱۴۰۰ میلادی به صورت یک دهکده شکل گرفته است.